# KJ-52
Джона Кирстен Сорентино (на английски: Jonah Kirsten Sorrentino, роден на 26 юни 1975 г.), по-известен като KJ-52, е християнски рапър от Тампа, Флорида. KJ като част от името му се отнася за стария му псевдоним King J. Mac, име, което по-късно е описано в един от неговите подкасти. 52 (което се произнася „пет две“, а не като „петдесет и две“) е препратка към библейската история за Иисус и как той храни народа с пет хляба и две риби. За това се пее в песента му Push Up в KJ Five Two. Той е удостоен с рап/хип-хоп награда за песен на годината за „Никога не гледайте Далеч“ и рап/хип-хоп албум на годината на наградите Dove GMA 2007. На 28 юли 2009 г. KJ-52 пуска сингъла „Краят на въжето си“. Неговата песен „Скъпи Слим“ се основава на песента на Eminem „Стан“ и е един вид лично послание от KJ-52 за Eminem.